# محمد في المدينة
|  | يجري الآن نقاش حول نقل صفحة محمد في المدينة إلى الدولة الإسلامية الأولى. جار التوصل إلى اتفاق بشأن النقل في صفحة طلبات النقل. |

جاء محمد، نبي الإسلام، إلى المدينة المنورة (يثرب آنذاك) عقب هجرة المسلمين من مكة في ما يُعرف باسم الهجرة النبوية عام 622 م، وكان قد دُعي إلى المدينة المنورة من قِبل قادتها ليحكم في النزاعات العشائرية التي عانت المدينة المنورة منها. وغادر المدينة المنورة ليعود إلى مكة ويفتحها في ديسمبر لعام 629م.

## الهجرة إلى المدينة
وجه وفد مفوض من المدينة؛ تألف من مندوبين عن العشائر الاثنتي عشرة الهامة فيها، دعوة إلى محمد بوصفه طرفًا خارجيًّا محايدًا ليتولى منصب كبير حكام مجتمع المدينة بأكمله. كان القتال في يثرب (المدينة) يدور بشكل رئيسي بين العرب واليهود من سكانها لنحو مئة عام، قبل عام 620. وكان من شأن الاقتتال المتكرر والخلافات حول المزاعم الناتجة عنه، وخاصة بعد معركة يوم بُعاث التي شاركت فيها كل العشائر، أن وضحت لهم أن المفاهيم القبلية التي تدور حول ثأر الدم ومبدأ العين بالعين لم تعد قابلة للتطبيق إلا في حال وجود رجل واحد يملك من السلطة ما يجعله قادرًا على البت في قضايا النزاع. وتعهد أعضاء الوفد المفوض باسمهم واسم مواطنيهم أن يستقبلوا محمدًا في مجتمعهم ويوفروا له الحماية الجسدية كما لو كان واحدًا منهم.
أوصى محمد أتباعه بالهجرة إلى المدينة حتى غادروا مكة جميعهم تقريبًا، وإذ تنبه أهل مكة إلى رحيل المسلمين، وفقًا للتقاليد، خططوا لاغتياله. وجه محمدٌ ابنَ عمه وصهره المستقبلي عليًّا إلى النوم في سريره لخداع منفذي الاغتيال وإقناعهم بأنه بقي بمكة (وقتالهم عوضًا عنه)، ثم انسل سرًّا من مكة. بحلول عام 622، كان محمد قد هاجر إلى المدينة، التي عُرفت آنذاك باسم يثرب، والتي هي عبارة عن واحة زراعية كبيرة. وعقب الهجرة، استولى المكيون على أملاك المهاجرين المسلمين في مكة.
من بين الإجراءات التي اتخذها محمد في سبيل حل المظالم القديمة بين قبائل المدينة أنه وضع وثيقة عُرفت باسم صحيفة المدينة، (التاريخ موضع جدل)، وآخى بين قبائل المدينة الثماني وبين المسلمين المهاجرين من مكة، محددًا بذلك حقوق وواجبات جميع المواطنين، والعلاقة بين المكونات المختلفة في المدينة؛ (من بينها العلاقة بين المسلمين وبقية المكونات، وخاصة اليهود وبقية «أهل الكتاب»). كان للمجتمع المُعرَّف في صحيفة المدينة، وقد سمي بالأمة، هيئة دينية، لكنه راعى كذلك الاعتبارات العملية، واحتفظ بالأشكال القانونية للقبائل العربية؛ (القبيلة). لا بد من أن تبني محمد للتوجه شمالًا تجاه القدس، (القبلة)، عند تأدية الصلوات اليومية كان مستعارًا من اليهود؛ إذ إن التقارير حول اتجاه الصلاة قبل الهجرة متناقضة، وأن هذا الاتجاه في الصلاة كان يُمارس بين جماعات أخرى في شبه الجزيرة العربية.
وكان أفراد أول مجموعة من الوثنيين الذين اعتنقوا الإسلام في المدينة ينتمون إلى عشائر لم يخرج من صفوفها، هي نفسها، قادة عظام، لكنها عانت من قادة مولعين بالحرب ينتمون إلى عشائر أخرى. وقد أعقب هذا التقبل العام للإسلام بين سكان المدينة من الوثنيين، وجودُ استثناءات قليلة. وكان هذا –وفقًا لابن إسحاق- نتيجةً لاعتناق سعد بن معاذ للإسلام، وهو واحد من أبرز قادة المدينة.

### العلاقة مع أتباع الديانات الإبراهيمية
في أثناء بناء محمد لقاعدة شعبية له بمكة، كان ينظر إلى المسيحيين واليهود، (الذين أشار إليهم بمصطلح «أهل الكتاب»)، بوصفهم حلفاء طبيعيين، لكونهم جزءًا من الأديان الإبراهيمية؛ يتشاركون في المبادئ الجوهرية لتعاليمه، وتوقع منهم التقبل والدعم. وكان المسلمون آنذاك –شأنهم شأن اليهود- يتجهون في صلواتهم نحو القدس. وفي حيفة المدينة، طالب محمد بالولاء السياسي من قبل اليهود مقابل منحهم الاستقلال الديني والثقافي في العديد من المعاهدات.
غير أن العشائر اليهودية لم ترضخ لهذه المعاهدات، بسبب عدائها مع المسلمين، على الرغم من اعتناق بعض اليهود للإسلام مع مرور الوقت. وبعد هجرته إلى المدينة، تغير موقف محمد تجاه المسيحيين واليهود «بسبب الخبرة بالخيانة»، وقال نورمان ستيلمان:
خلال هذه الفترة الحاسمة، المفعمة بالتوتر بعد الهجرة، فحين قوبل محمد بالإنكار والسخرية والرفض من قبل أحبار اليهود في المدينة، توصل إلى تبني موقف أكثر سلبية بكثير تجاه أهل الكتاب الذين كانوا قد تلقوا الكتب المقدسة السابقة. وقد كان هذا الموقف بدأ يتطور بالفعل خلال الفترة المكية الثالثة حين ازداد وعي النبي تجاه التنافر بين اليهود والمسيحيين والخلافات والنزاع بين أفراد الديانة الواحدة. ويقول القرآن – بالتزامن مع تلك الفترة: «إِنَّ هَٰذَا الْقُرْآنَ يَقُصُّ عَلَىٰ بَنِي إِسْرَائِيلَ أَكْثَرَ الَّذِي هُمْ فِيهِ يَخْتَلِفُونَ» (سورة النمل – الآية 76).

## بدايات النزاع المسلح
بعد تعرضهم للتصفية الاقتصادية على أيدي مضطهديهِم المكيين وبقائهم دون مهنة متاحة للانتفاع بها، لجأ المهاجرون المسلمون إلى الإغارة على القوافل المكية، ردًّا على ما عانوه من اضطهاد، وسعيًا منهم إلى تأمين ما يعيل أسرهم المسلمة، وبذلك نشأ النزاع المسلح بين المسلمين ووثنيي مكة القرشيين. بلّغ محمد الآيات القرآنية التي تشرِّع للمسلمين، «الَّذِينَ أُخْرِجُوا مِنْ دِيَارِهِمْ بِغَيْرِ حَقٍّ»، أن يقاتلوا المكيين ردًّا على اضطهادهم لهم؛ (انظر سورة الحج 22 – الآية 39-40). وقد أثارت هذه الهجمات سخط مكة وضغطت عليها؛ إذ أضرت بتجارتها، وأتاحت للمسلمين اكتساب الثروة والقوة والمهابة بالتزامن مع ملهم لتحقيق هدفهم الأسمى المتمثل في إخضاع مكة للدين الجديد.
في مارس 624، قاد محمد نحو ثلاثمئة محارب في غزوة على قافلة تجارية مكية، ونصب المسلمون كمينًا للمكيين في بدر، وإذ تنبهوا للخطة، تملص المسؤولون عن القافلة المكية من المسلمين، وفي تلك الأثناء أرسِلت قوة من مكة لحماية القافلة، ولم تعد القوة إلى مكة عقب سماعها أن القافلة بأمان، وبذلك بدأت غزوة بدر في مارس 624. وعلى الرغم من تفوق أعدائهم عليهم بأكثر من ثلاثة أضعاف العدد، انتصر المسلمون في المعركة، وقتلوا 45 مكيًّا على الأقل، وأخذوا 70 أسيرًا من أجل الفدية، دون أن يموت منهم سوى 14 مسلمًا. وقد نجحوا أيضًا في قتل العديد من القادة المكيين؛ من بينهم أبو جهل. لم يقاتل محمد بنفسه، لكنه وجّه المعركة من موضع قريب برفقة أبي بكر. وفي الأسابيع التي تلت المعركة، زار بعض من المكيين المدينة لافتداء أسرى غزوة بدر؛ كان العديد من الأسرى ينتمون إلى عائلات ثرية، وكان من المرجح أن يُفتدوا بمبالغ معتبرة، أما الأسرى الذين لم يتمتعوا بما يكفي من السطوة أو الثروة، فعادةً ما كانوا يحرَرون دون فدية. وقرر محمد أن يُقتل الأسرى الذين رفضوا إنهاء اضطهادهم للمسلمين، وكانوا أثرياء ولم يفتدوا أنفسهم، فأمر بالإعدام الفوري لاثنين من رجال قريش دون مفاوضة على تحريرهما، وكان الرجلان كلاهما –ومن بينهما عقبة بن أبي مُعَيْط- قد حاولا شخصيًّا قتل محمد في مكة. كسب الغزاة الكثير من الغنائم، وساعدت المعركة على ترسيخ استقرار المجتمع المدني. رأى محمد وأتباعه في النصر إثباتًا على صحة عقيدتهم، وأهمية كبيرة في ما يخص شؤون المدينة. وقد ساء من تبقى من الوثنيين في المدينة تقدم الإسلام، وعلى وجه التحديد عصماء بنت مروان وأبو عفك اللذان نظما أبياتًا في هجاء بعض المسلمين فخالفا بالتالي ما نصت عليه صحيفة المدينة، فاغتيل هذان الاثنان ولم يستنكر محمد الأمر، ولم يتجرأ أحد على الثأر لهما، وفي المقابل جاهر بعض أعضاء عشيرة عصماء بنت مروان –الذين كانوا قد اعتنقوا الإسلام سرًّا- بإسلامهم. وبذلك انتهت المعارضة العلنية لمحمد بين وثنيي المدينة.
طرد محمد بني قينقاع من المدينة، وكانت تلك واحدة من القبائل اليهودية الرئيسية الثلاث. ربما كانت المعارضة اليهودية «قائمة على أسباب سياسية بقدر ما هي دينية»؛ في ما يتعلق بالأسباب الدينية، كان اليهود متشككين في إمكانية بعث نبي غير يهودي، وتخوفوا أيضًا من التناقضات المحتملة بين القرآن وكتبهم المقدسة. وكان الرد القرآني على إمكانية بعث نبي غير يهودي متمثلًا في أن إبراهيم لم يكن يهوديًّا، وقد صرح القرآن أيضًا أنه «يعيد التوحيد النقي الذي جاء به إبراهيم، ثم تعرض للإفساد بطرق متعددة، ومحددة بدقة، على أيدي اليهود والمسيحيين». ووفقًا لفرنسيس إدوارد بيترز، «بدأ اليهود أيضًا بالتواطؤ سرًّا مع أعداء محمد في مكة للإطاحة به».
عقب غزوة بدر، أقام محمد أيضًا تحالفات منفعة متبادلة مع عدد من القبائل العربية، من أجل حماية مجتمعه الإسلامي من الهجمات التي قد تأتي من القسم الشمالي في الحجاز.

## مواقيت النبي في المدينة المنورة
- 618: حرب بين أهالي يثرب
- 622: يهاجر إلى المدينة المنورة
- 624: يغزو غزوة بدر وينتصر المسلمون
- 624: يجلي بني قينقاع
- 625: يغزو غزوة أحد لكنّ المسلمين اختلفوا فانهزموا
- 625: يجلي بني النضير
- 627: يغزو غزوة الأحزاب وينتصر المسلمون
- 627: يجلي بني قريظة بعد غزوهم
- 628: يصالح قريشا صلح الحديبية
- 628: يتفق وقريش بأن يصلي المسلمون بالبيت العتيق
- 629: يغزو غزوة خيبر وينتصر المسلمون
- 629: يغزو غزوة مؤتة وينتصر المسلمون
- 630: يفتح مكة
- 630: يغزو غزوة حُنَيْن وينتصر المسلمون
- 630: يغزو غزوة الطائف وينتصر المسلمون
- 632: يغزو غزوة تبوك وينتصر المسلمون
- 632: يحج حَجَّة الوداع
- 632: بالمدينة المنورة؛ يسلم الروح إلى الرفيق الأعلى